# Live.04
Live.04 è un album dal vivo del gruppo musicale statunitense Isis, pubblicato nel 2006.

## Tracce
1. Gentle Time
2. Glisten
3. C.F.T. (New Circuitry and Continued Evolution)
4. Celestial (The Tower)
5. Improv 1 / Endless Nameless
6. False Light
7. Weight (instrumental version)

## Formazione
- Aaron Turner – voce, chitarra
- Jeff Caxide – basso
- Bryant Clifford Meyer – elettronica, chitarra
- Michael Gallagher – chitarra
- Aaron Harris – batteria
- Justin Chancellor – basso (in Weight)
- Troy Ziegler – djembe (in Weight)